# Lissonota morum
Lissonota morum là một loài tò vò trong họ Ichneumonidae.